# Мейер, Френк Николас
Френк Николас Мейер (имя и фамилия при рождении — Франс Николаас Мейджер) (англ. Frank Nicholas Meyer, нидерл. Frans Nicolaas Meijer; 30 ноября 1875, Амстердам, Нидерланды — 6 июня 1918 близ Шанхая, Китай) — американский ботаник, путешественник, сельскохозяйственный исследователь голландского происхождения.

## Биография
Около 7 лет учился при амстердамском ботаническом саду, работал помощником у Хуго де Фриза.
В 1901 году эмигрировал в США, натурализировался в 1908 году, приняв имя Френк Николас Мейер.
По приезде в Америку Мейер стал работать в Департаменте сельского хозяйства США под руководством всемирно известного фитопатолога Эрвина Ф. Смита. C 1902 года работал на станции разведения растений (рассаднике) в Санта-Ане (Калифорния)).
В 1905 году по поручению Департамента сельского хозяйства США
отправлен в научную поездку, целью которой был сбор образцов семян и экономически полезных растений для внедрения их в Соединённых Штатах. Кроме того, по договорённости с Чарльзом Спрэгом Сарджентом и Дэвидом Фэрчайлдом Мейер должен был посылать деревья и кустарники для ботанического сада имени Арнольда в Гарвардском университете.
Умер в результате несчастного случая в июне 1918 года. Направляясь в Шанхай по реке Янцзы на японском речном судне Feng Yang Maru, по неизвестной причине выпал за борт. В последний раз его видели выходящим из своей каюты 1 июня в 23:20. 5 июня его тело было найдено в 50 км от города Уху китайским матросом. Мейер был похоронен в Шанхае.

## Научная деятельность
В 1905—1908 годах совершил экспедицию в Азию, где собирал семена и растения в Китае, России и Японии, а также в других азиатских странах. Во время своей второй экспедиции с 1909 по 1912 годах изучал и собирал семена и растения в Европе, России и Китае. С 1913 по 1915 год — в России и Китае. Четвёртая и последняя экспедиция Мейера состоялась с 1916 по 1918 год в Китай.
В ходе экспедиций собирал также новые виды растений. Образцы, которые он собирал, включают, в основном, абрикосы, дикие груши, соевые бобы, гинкго билоба и декоративные растения.
Интродукция видов растений учёного в США насчитывает более 2500 образцов.

## Память
- В его честь названо декоративное растение — Лимон Мейера.